# José Ángel Barrueco
José Ángel Barrueco (Zamora, 17 de noviembre de 1972) es un escritor, novelista, articulista y poeta español.

## Biografía
Licenciado en Ciencias de la Información por la Universidad Pontificia de Salamanca, ha colaborado en numerosos medios y publicaciones, destacando su labor como columnista en el diario La Opinión de Zamora desde enero de 2001 hasta septiembre de 2009, en El Adelanto de Zamora de octubre de 2010 a mayo de 2011, y en Las Noticias de Zamora. Además de su labor periodística, ha escrito reseñas de cine y literatura en medios como Aleteia, El Plural, El Cuaderno, Literaturas, Culturamas y Cuadernos Hispanoamericanos. Barrueco también ha colaborado en libros de Solaris, ha escrito textos de cine para Trama Editorial y, desde 2005, mantiene el blog Escrito en el Viento.

## Obra

### Narrativa
- Recuerdos de un cine de barrio (1999. Reedición en 2009). Novela.
- Monólogo de un canalla (2002). Novela.
- Te escribiré una novela (2003). Novela corta por entregas.
- El hilo de la ficción (2004). Cuentos hiperbreves.
- Vengo de matar a un hombre (2004). Monólogo teatral.
- Siempre llueve en el corazón (Novela inédita).
- No hay camino al paraíso (2009). Poemario (autoría compartida con Javier Das).
- Para esas noches de insomnio (2009). Cuentos, poemas y artículos.
- Los viajeros de la noche (en preparación). Poemario.
- Asco (2011). Novela.
- Vivir y morir en Lavapiés (2011). Novela.
- Angustia (2014).
- Palabra de Argonauta [relato] (2018).
- Culo de gallina [Download Luis XIV] (2021).

### Poesía
- No hay camino al paraíso (2009). Poemario (autoría compartida con Javier Das).
- Los viajeros de la noche (en preparación). Poemario.

### Teatro
- Vengo de matar a un hombre (2004). Monólogo teatral.

### Antologías
Barrueco ha sido incluido en numerosas antologías y compilaciones, en calidad de antólogo, coordinador, prologuista o colaborador, entre las que destacan:
- Premio Relatos 1999. Feria del Libro de Madrid (2000).
- Por favor, sea breve (2001).
- Caminos de libertad. La Transición en Zamora (2001).
- El Fungible. Especial Relatos 2003 (2002).
- Un rato del mundo y otros relatos (2005).
- Palabras para Cervantes (Zamoranos ante el Quijote) (2005).
- La razón de la sinrazón que a la razón se hace. Lecturas actuales del Quijote (2005).
- MundoLavapiés (2006).
- Visiones 2006 (2006).
- Tripulantes. Nuevas aventuras de Vinalia Trippers (2007).
- Palabras como velas encendidas (2007).
- Grageas. 100 cuentos breves de todo el mundo (2007).
- Resaca / Hank Over. Un homenaje a Charles Bukowski (2008).
- Un nudo en la garganta. Quince cuentos canallas (2009).
- Libro de voyeur (en prensa: 2010).
- El Tejedor en Madrid (en prensa: 2010).
- Heterogéneos (en preparación).
- Perversiones. Breve catálogo de parafilias ilustradas (Vagamundos, Ediciones Traspiés, 2010).
- La manera de recogerse el pelo. Generación Blogger (Bartleby Editores, 2010).
- Vinalia Trippers. Plan 9 del Espacio Exterior (Vinalia, 2010).
- Lo que habita en el cristal (Antología de jóvenes poetas españoles) (Ediciones Groenlandia, 2010).
- Viscerales (Ediciones del Viento, 2011).
- Beatitud (Ediciones Baladí, 2011).
- Al otro lado del espejo (Escalera, 2011).
- Nocturnos. Antología de los poetas y sus noches (Origami, 2011).
- Heterogéneos (Escalera, 2011).
- Por donde pasa la poesía (Baile del Sol, 2011).
- La vida es un bar. Cuentos de noche: Malasaña (2011).
- Trippers from the Crypt (2011).
- Poesía en los bares (2012).
- Antología Poética (2012).
- Box (2012).
- La Navidad sigue contando (2012).
- Una Navidad de muerte (2012).
- Nocturnos. 2ª edición ampliada (2013).
- La vida alrededor: cuentos de cine (2013).
- Vinalia Trippers: Spanish Quinqui (2013).
- El Descrédito: Viajes narrativos en torno a Louis Ferdinand Céline (2013).

### Cuentos publicados en revistas
- Los misterios del museo (1999).
- Insomnio (2003).
- La vida en los escenarios (2003).
- Olmo y Rosa (2003).
- Licántropo (2003).
- El sordomudo (2003).
- Bala errante (2003).
- El enano peregrino (2003).
- El verano (2003).
- El marqués de Carabás (2004).
- Los estranguladores (2004).
- La envidia de los jíbaros (2004).
- Un enigma (2004).

### Otros
- Prólogo para el catálogo de la exposición La mirada interior (2002), de Ana Franco.
- Prólogo para la novela Balada del Viejo de los Cafés, de Tomás Hernández Castilla (2003).
- Diario nostálgico de Madrid (Diario inédito).
- Prólogo para El demonio te coma las orejas [1997–2008] (2008), de David González.
- Prólogo para La manera de recogerse el pelo (en prensa: 2010), de varias autoras, con selección de David González.
- Prólogo para El país de la oportunidad (Inédito), de David Refoyo.
- Epílogo para el poemario digital Ya no leo tebeos de Wonderwoman, de Ángel Muñoz Rodríguez.

### Colaboraciones en revistas
Ha colaborado en diversas revistas digitales y de papel, como Literaturas.com, Ficticia. Ciudad de cuentos e historias, La bolsa de pipas, Puertas Abiertas, Rasmia literaria, Galaxia, Fábula, Imaginando, El Grito, Barandales, Alma de Punk, Texturas, Zamora Cofrade, Cuadernos del Matemático, Renacimiento, Prima Littera Gótica, Frutos del Tiempo, Narrativas, Lúnula, La oveja negra. Microrrelatos, Creatura, Haz Rodar una Poesía. Poemario Gira Poema 2009, Cruce de caminos, alex_lootz, Agitadoras, Al otro lado del espejo y 2000mgs.

## Premios
- 1999: Finalista del XXII Concurso Literario de Cuentos Nueva Acrópolis.
- 1999: Ganador del Concurso Open de Relatos convocado por Plaza & Janés.
- 2002: Finalista del Concurso de Microrrelatos de la revista electrónica Satiria.
- 2002: Finalista del XII Concurso de Relatos El Fungible.
- 2004: Accésit del I Certamen de Relato Breve Mago Merlín (Celya/Nausícaa).